# 浜名湖湖北五山
浜名湖湖北五山（はまなここほくござん）とは、奥浜名湖地域にある国指定重要文化財を有する5つの寺院の総称である。
- 初山宝林寺（黄檗宗）
- 大乗山宝池院 摩訶耶寺（高野山真言宗）
- 瑠璃山大福寺（高野山真言宗）
- 深奥山方広寺（臨済宗方広寺派）
- 万松山龍潭寺（臨済宗妙心寺派）

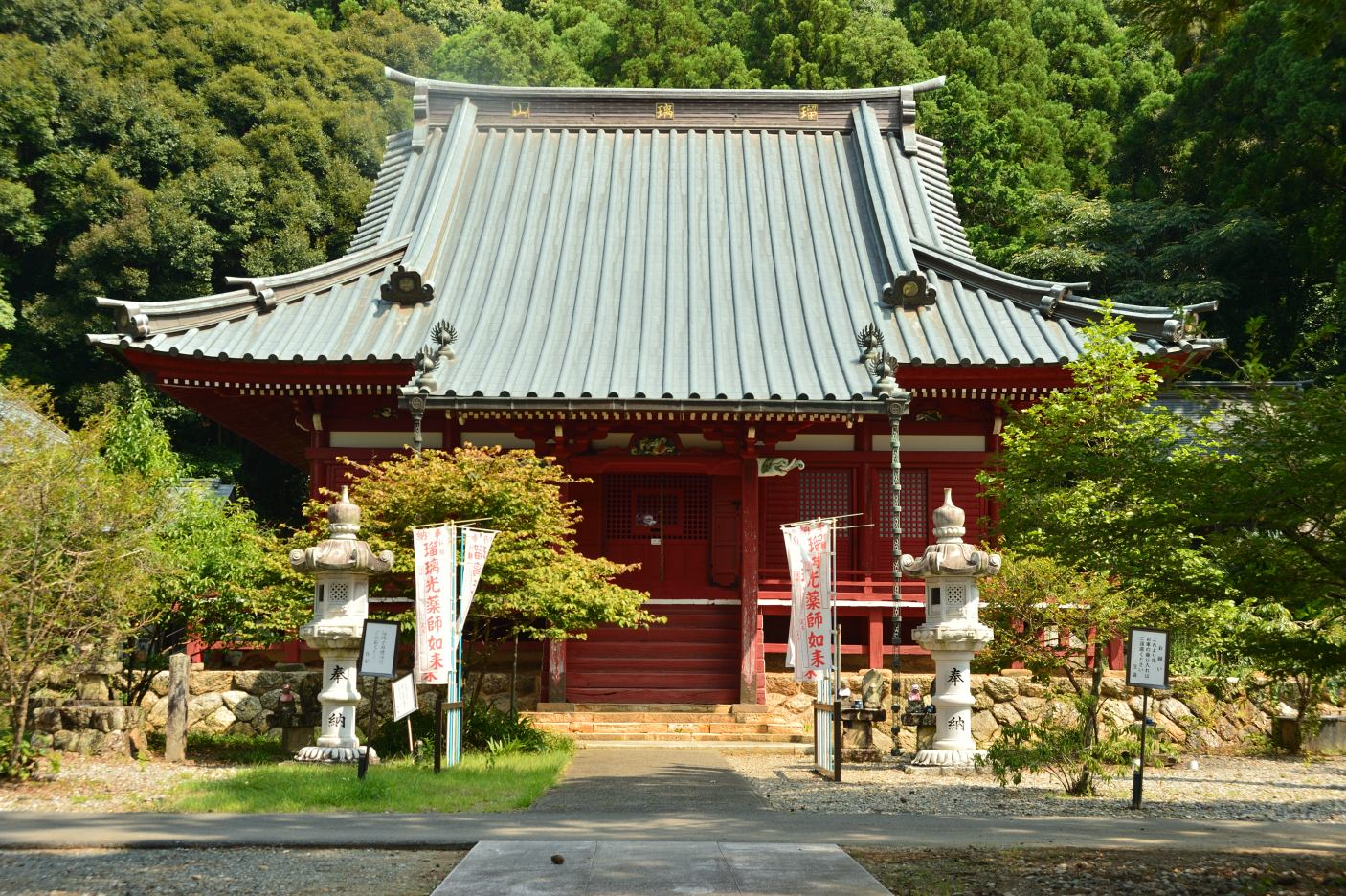
瑠璃山大福寺
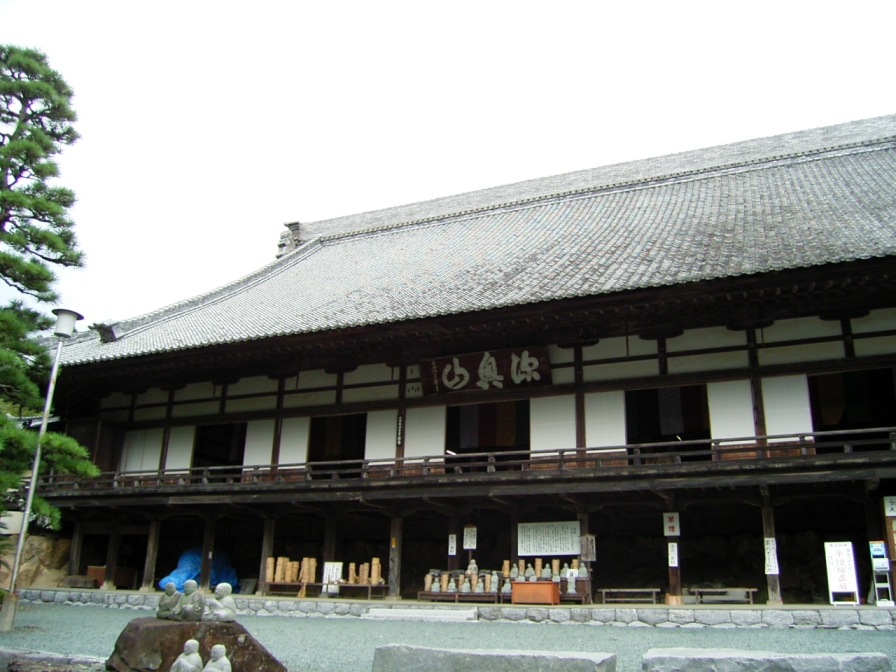
深奥山方広寺
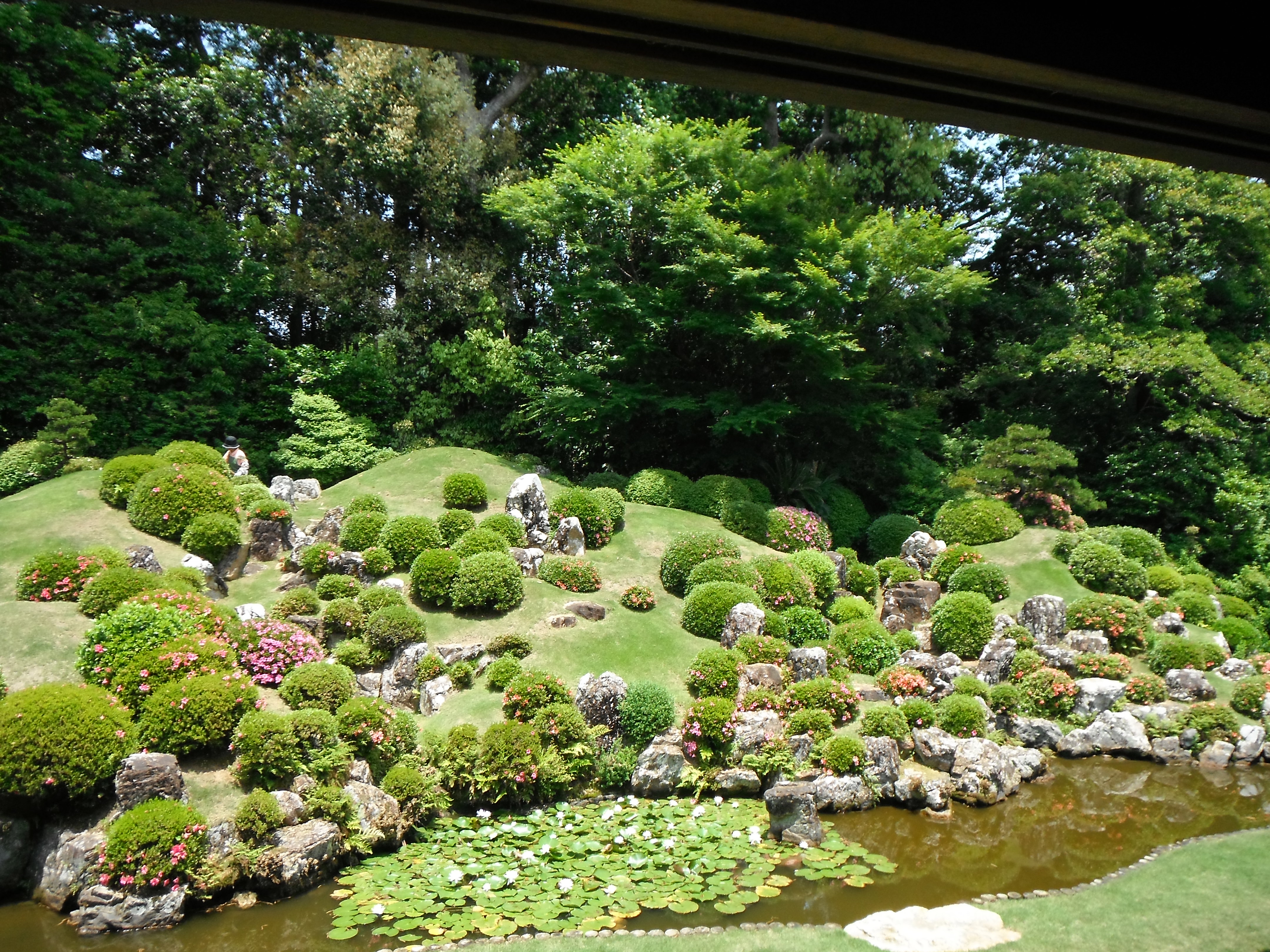
万松山龍潭寺